# Aparna Brielle
Aparna Brielle, née le 5 février 1994 à Clackamas (Oregon), est une actrice américaine. Elle est notamment connue pour ses rôles dans les séries télévisées The Dead Girls Detective Agency et A.P. Bio.

## Biographie
Elle a fréquenté la Valley Catholic School (alors connue sous le nom de St. Mary of the Valley) à Beaverton, Oregon.

## Filmographie

### Cinéma
- 2012 : Sunshine Girl and the Hunt for Black Eyed Kids de Nicholas J. Hagen : une des fille aux yeux noirs
- 2019 : God Incorporated de Jeff Deverett : Farah
- 2019 : Jay et Bob contre-attaquent… encore (Jay and Silent Bob Reboot) de Kevin Smith : Jihad

### Télévision
- 2013 : Infinite Issues : Lylyth
- 2014 : Grimm : Jenny
- 2015 : Flynn Carson et les Nouveaux Aventuriers : la serveuse dragueuse
- 2016 : Cooper Barrett's Guide to Surviving Life : la fille attirante
- 2016 : D-Sides : une hipster
- 2017 : Girly Tales : la conductrice
- 2018–2019 : The Dead Girls Detective Agency : Lorna Reddy / Lorna Patel (27 épisodes)
- 2018–2021 : A.P. Bio : Sarika Sarkar (42 épisodes)
- 2020–2021 : Swiss and Lali Hijack Hollywood : Lali (10 épisodes)
- 2021 : Everyone Is Doing Great : Aly
- 2022 : Boo, Bitch : Riley[3]
- 2023 : FUBAR : Tina